# La Chrysalide et le Papillon d'or
La Chrysalide et le Papillon d'or és un curtmetratge mut fantàstic francès del 1901, dirigit per Georges Méliès.

## Sinopsi
Un brahman, tocant la flauta en una selva tropical, atrau una gran eruga cap a ell. L'eruga es col·loca en un capoll, d'on surt com una dona-papallona. Enamorat, el brahman intenta capturar-la amb una manta; quan reapareix de dins de la manta, s'ha convertit en una princesa. Quan el brahman intenta besar-la, la princesa el transforma en l'eruga.

## Producció i temes
La Chrysalide et le Papillon d'or es va inspirar en l'acte de màgia de Buatier de Kolta de 1885 Le Cocon, ou Le Ver à Soie. En l'acte, de Kolta va dibuixar un cuc de seda sobre paper; el paper es va trencar per revelar un capoll, que es va obrir per revelar la dona de Kolta vestida de papallona. La pel·lícula de Méliès manté els vincles amb el mite de Pigmalió i Galatea, un tema estimat pels mags escènics, però li dona un nou gir còmic. El final de la pel·lícula fa que sigui poc habitual entre l'obra de Méliès: on normalment els seus personatges masculins protagonitzen l'acció i els seus personatges femenins es redueixen als papers secundaris, aquí la princesa papallona pren el control de la història i s'imposa al personatge de Méliès.
Méliès apareix a la pel·lícula com el brahman. Els efectes de la pel·lícula es van crear utilitzant maquinària escènica i escamoteigs.

## Alliberament i recepció
La Chrysalide et le Papillon d'or va ser llançat per la Star Film Company de Méliès i apareix als números 332–333 als seus catàlegs. Com moltes de les pel·lícules de Méliès, es va vendre tant en blanc i negre com en una versió colorida a mà per l'estudi d'Elisabeth Thuillier. La pel·lícula sobreviu només en blanc i negre; el 1979, l'estudiós cinematogràfic Jacques Malthête va recrear la versió pintada a mà utilitzant una tecnologia històricament autèntica, aplicant vuit tons de color a una impressió en blanc i negre.
La pel·lícula es va projectar l'any 2000 al Festival de Cinema Mut de Pordenone a Itàlia. L'estudiós de cinema Paolo Cherchi Usai va contribuir amb una nota del programa d'una frase: "La història d'amor més bella del primer cinema!"